# 된장 군과 낫토 짱의 결혼 전쟁
《된장 군과 낫토 짱의 결혼 전쟁》은 2010년 2월 27일부터 2010년 2월 28일까지 MBC에서 방영된 특집드라마이다.

## 등장 인물

### 주요 인물
- 임주환 : 김대천(28세) 역
- 아키바 리에 : 스즈키 다카코(26세) 역

### 주변 인물
- 백일섭 : 김달만(70세) 역 - 김대천의 아버지, 어선 선장
- 정경순 : 김득남 역 - 김대천의 큰 누나
- 이미은 : 김순남 역 - 김대천의 둘째 누나
- 손화령 : 김귀남 역 - 김대천의 셋째 누나
- 하쿠류 : 스즈키 마사오(66세) 역 - 다카코의 아버지, 후쿠오카 어시장 조합장
- 나라 후지코 : 하루코(60세) 역 - 다카코의 어머니
- 박충선 : 마 교수(58세) 역 - 문화대 연구실 책임자

## 시청률
최저 시청률과 최고 시청률은 시청률 조사회사와 지역별로 시청률에 차이가 있을 수 있습니다.
| 회차        | 방송일          | TNmS 시청률    | TNmS 시청률  | AGB 시청률     | AGB 시청률   |
| 회차        | 방송일          | 대한민국(전국) | 서울(수도권) | 대한민국(전국) | 서울(수도권) |
| ----------- | --------------- | -------------- | ------------ | -------------- | ------------ |
| 제1회       | 2010년 2월 27일 | 11.3%          | 11.6%        | 10.4%          | 11.0%        |
| 제2회       | 2010년 2월 28일 | 10.0%          | 9.9%         | 10.2%          | 10.1%        |
| 평균 시청률 | 평균 시청률     | 10.7%          | 10.8%        | 10.3%          | 10.6%        |